# 2018年德国足协杯决赛
2018年德国足协杯决赛于2018年5月19日在柏林的奥林匹克体育场举行，以决出2017年至2018年德国足协杯、暨第75届德国足球最高等级杯赛竞争的冠军。入围决赛的分别是冠军纪录保持者拜仁慕尼黑、以及上赛季亚军和睦法兰克福，这也因此成为了2006年决赛的翻版。法兰克福最终以3:1赢得比赛，历史上第五次捧起德国足协杯奖杯。
作为胜者，和睦法兰克福将在来季初承办2018年度的德国超级杯赛事，并将再次对阵以2017－18赛季德甲联赛冠军身份入围的拜仁慕尼黑。和睦法兰克福还自动获得了2018－19赛季欧洲联赛分组赛的参赛权。

## 背景

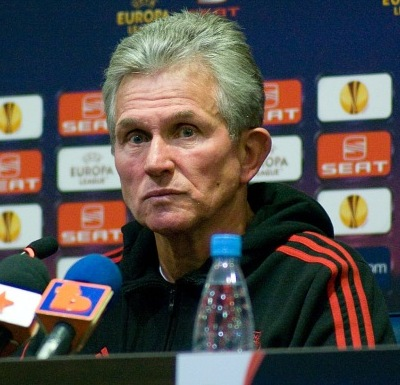
拜仁主教练尤普·海因克斯曾分别以球员及主教练身份两次夺得足协杯冠军

这场决赛是拜仁慕尼黑所参加的第22场德国足协杯决赛，创造了赛事最多参赛纪录。在之前的决赛中，拜仁18次获胜，同样创造了纪录，但亦有3次失利。拜仁对上一次在决赛中出场是2016年，当时它们通过点球大战战胜了普鲁士多特蒙德。拜仁正在追求联赛和杯赛的双冠王，并已于2018年4月18日提前赢得了2017－18赛季德甲联赛冠军。它们此前共11次以双冠王（2013年为三冠王）完赛，创造了德国纪录，最近一次是在2016年。
这是拜仁主教练尤普·海因克斯以球员及主教练身份参加的第五次决赛，本已退休的他是在2017年10月接替被解雇的卡洛·安切洛蒂而重执拜仁教鞭。海因克斯曾于1973年作为普鲁士门兴格拉德巴赫球员赢得决赛，之后又作为主教练相继在1984年（率门兴格拉德巴赫）和2012年（率拜仁慕尼黑）的决赛中失利。他在退休前于2013年决赛中获胜，从而为拜仁赢得了三冠王，这是德国足球史上的第一次。本场决赛是海因克斯担任主教练的最后一场比赛，而尼科·科瓦奇将于2018-19赛季接掌拜仁。海因克斯也曾于1994-95赛季执教和睦法兰克福，但在经历了糟糕的战绩后便于九个月后遭到解雇，并未给该俱乐部留下良好的印象。

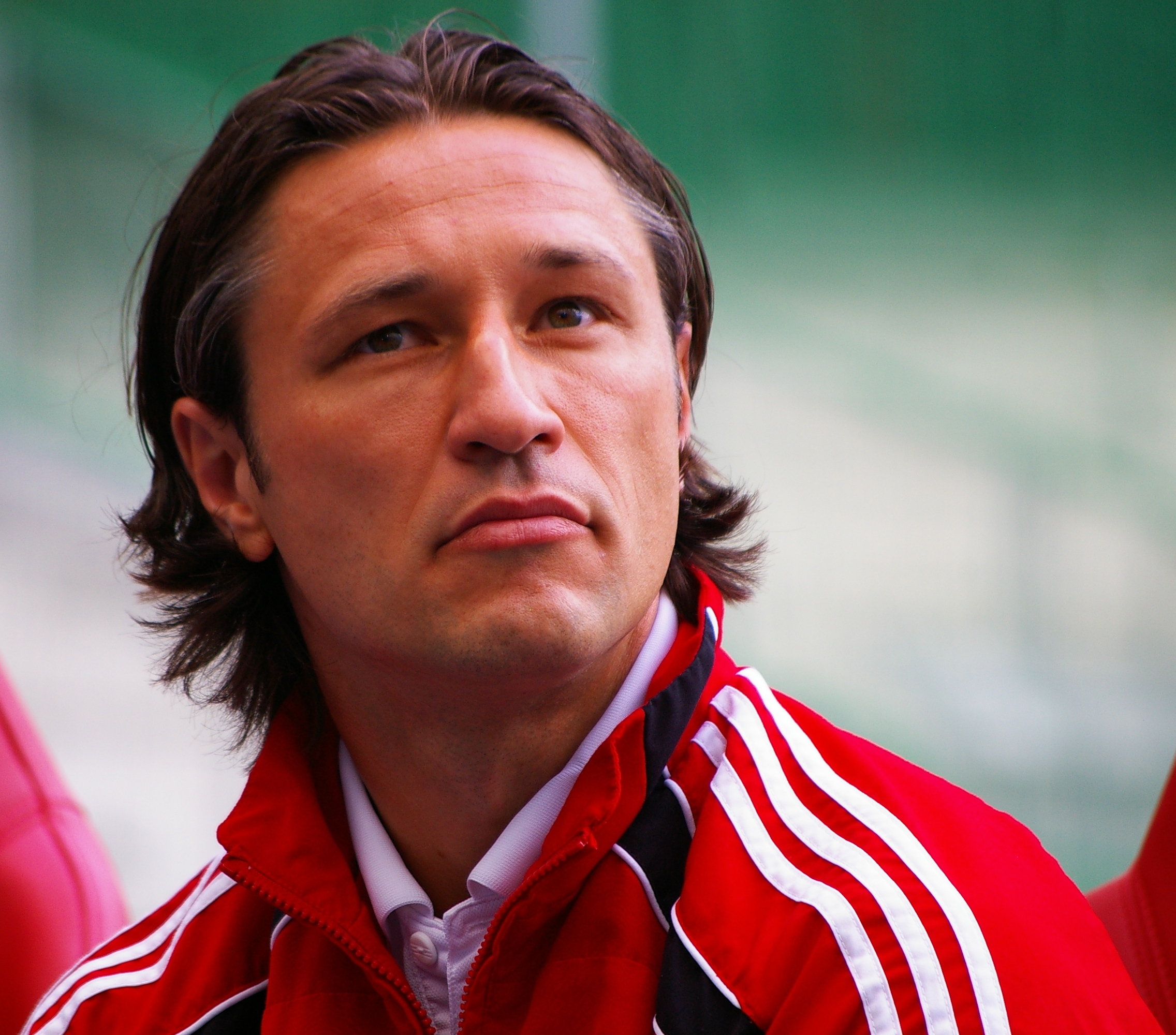
法兰克福主教练尼科·科瓦奇连续第二年率队闯入德国杯决赛

这场决赛是和睦法兰克福所参加的第8场德国足协杯决赛，此前的战绩为4胜3负。法兰克福对上一次赢得这项锦标是在1988年，这也是该俱乐部最后一次夺得大赛冠军，当时以1比0战胜波鸿。这是法兰克福第二次连续闯入决赛，此前曾于1975年达成。在上届决赛中，法兰克福以1比2不敌普鲁士多特蒙德。
法兰克福的克罗地亚籍主教练尼科·科瓦奇在带队的第二个完整赛季中便连续闯入决赛，在他之前仅迪特里希·魏泽于1975年做到过。科瓦奇是在2016年3月接任法兰克福主教练，并在当季通过附加赛战胜纽伦堡后，成功保住了法兰克福的德甲资格。这场决赛也是科瓦奇在法兰克福的最后一场比赛，他将面对的是自己的新东家拜仁慕尼黑——科瓦奇已与对方签订了为期三年的合同并将在来季担任主教练。
这场决赛是拜仁慕尼黑与和睦法兰克福之间的第138场比赛，此前拜仁共取得68场胜利、法兰克福则有39场胜利，其余30场为平局。双方在德国足协杯共有过四次交锋，其中拜仁赢得3次，法兰克福赢得1次。这包括2006年决赛，拜仁凭借克劳迪奥·皮萨罗的入球以1比0获胜，第8次赢得双冠王。它们最近的一次杯赛碰面是在2009-10赛季的八分之一决赛，拜仁以4比0获胜。双方在这场决赛前的赛季中已两次碰面，均由拜仁于2017年12月9日的客场中以1比0、以及2018年4月28日的主场以4比1赢得比赛。

## 晋级过程
德国足协杯是由64支球队以单败淘汰赛制展开角逐。共需要五轮比赛晋级决赛。球队通过抽签进行对阵，90分钟内的胜者得以晋级下一轮。若仍然战成平局，则需进行为期30分钟的加时赛；若加时赛仍未分出胜负，则需进行点球大战决胜。
注：在以下所有赛果中，决赛球队的比分列前。
| 拜仁慕尼黑           | 拜仁慕尼黑            | 阶段                     | 和睦法兰克福         | 和睦法兰克福 |
| -------------------- | --------------------- | ------------------------ | -------------------- | ------------ |
| 对手                 | 赛果                  | 2017年至2018年德国足协杯 | 对手                 | 赛果         |
| 开姆尼茨（客）       | 5–0                   | 第一圈                   | 埃恩德特布吕克（客） | 3–0          |
| RB莱比锡（客）       | 1–1 （加时） （5–4 ） | 第二圈                   | 施韦因富特05（客）   | 4–0          |
| 普鲁士多特蒙德（主） | 2–1                   | 八分之一决赛             | 海登海姆（客）       | 2–1 （加时） |
| 帕德博恩07（客）     | 6–0                   | 四分之一决赛             | 美因茨05（主）       | 3–0          |
| 拜耳勒沃库森（客）   | 6–2                   | 半决赛                   | 沙尔克04（客）       | 1–0          |

### 拜仁慕尼黑

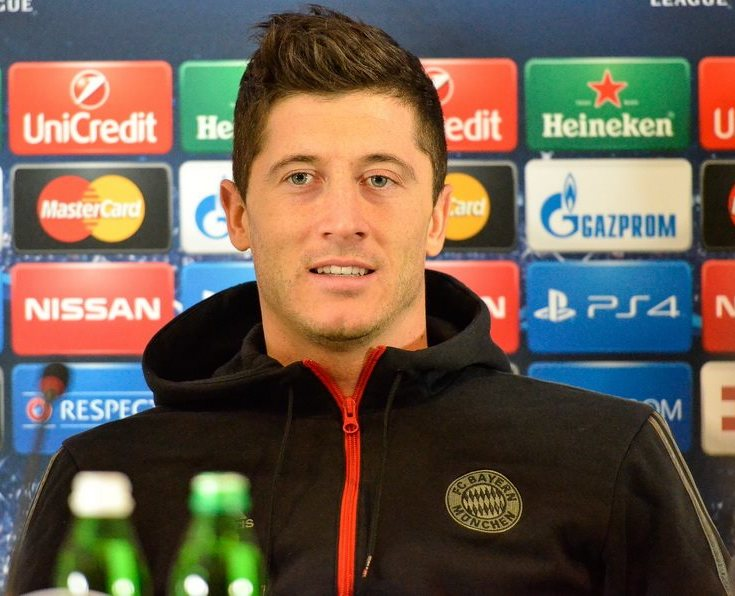
拜仁的罗伯特·莱万多夫斯基是德国足协杯的最佳射手，进入决赛前已射入5球

杯赛第一圈，拜仁在客场面对第三级联赛球队开姆尼茨。罗伯特·莱万多夫斯基于第20分钟拉开拜仁的入球序幕，金斯利·科芒随后于第51分钟射入第二球。莱万多夫斯基在第60分钟梅开二度，而弗兰克·里贝里也于第79分钟射入拜仁的第四球。后卫马茨·胡梅尔斯则于完场前不久将比分定格为5比0。在第二圈赛事中，拜仁客场挑战去季德甲亚军RB莱比锡。随着 被罚下，拜仁后卫热罗姆·博阿滕随后在禁区内对优素福·波尔森犯规，送给莱比锡点球。主罚的点球成功骗过斯文·乌尔赖希，帮助莱比锡在第68分钟取得领先。然而仅过了五分钟，拜仁便依靠蒂亚戈的头球破门将比分扳平。在加时赛互交白卷后，比赛被拖入了点球大战。前九次罚球双方均告命中，随后乌尔赖希扑出了的射门，将拜仁送向下一轮。
在八分之一决赛中，拜仁在主场迎战杯赛卫冕冠军和德甲竞争者——普鲁士多特蒙德，它们曾在去季半决赛中淘汰拜仁。博阿滕于第12分钟以头球先开纪录，之后托马斯·穆勒于第40分钟将领先优势扩大为两球。安德烈·亚尔莫连科于第77分钟帮助多特蒙德扳回一球，但拜仁仍以2比1的比分获胜晋级。在四分之一决赛中，拜仁面对第三级联赛球队帕德博恩07。科芒于第19分钟打破僵局，莱万多夫斯基在六分钟后拉大拜仁的优势。约书亚·基米希于第42分钟射入己方第三球，科朗坦·托利索则在第55分钟加入头球得分。最终，阿尔扬·罗本于临完场前的梅开二度帮助帮助将比分锁定为6比0。
在半决赛中，拜仁抽中了德甲同袍拜耳勒沃库森。拜仁迅速进入状态，由莱万多夫斯基在第3和第9分钟各入一球。在七分钟后以头球缩小了勒沃库森的差距。下半场，穆勒在第52分钟的入球再度拉大拜仁的优势。蒂亚戈于第60分钟射入拜仁的第四球，穆勒继而在四分钟后梅开二度。尽管利昂·貝利于第72分钟帮助勒沃库森再扳回一球，但穆勒在六分钟后完成的帽子戏法将比分定格为6比2，拜仁得以晋级决赛。

### 和睦法兰克福

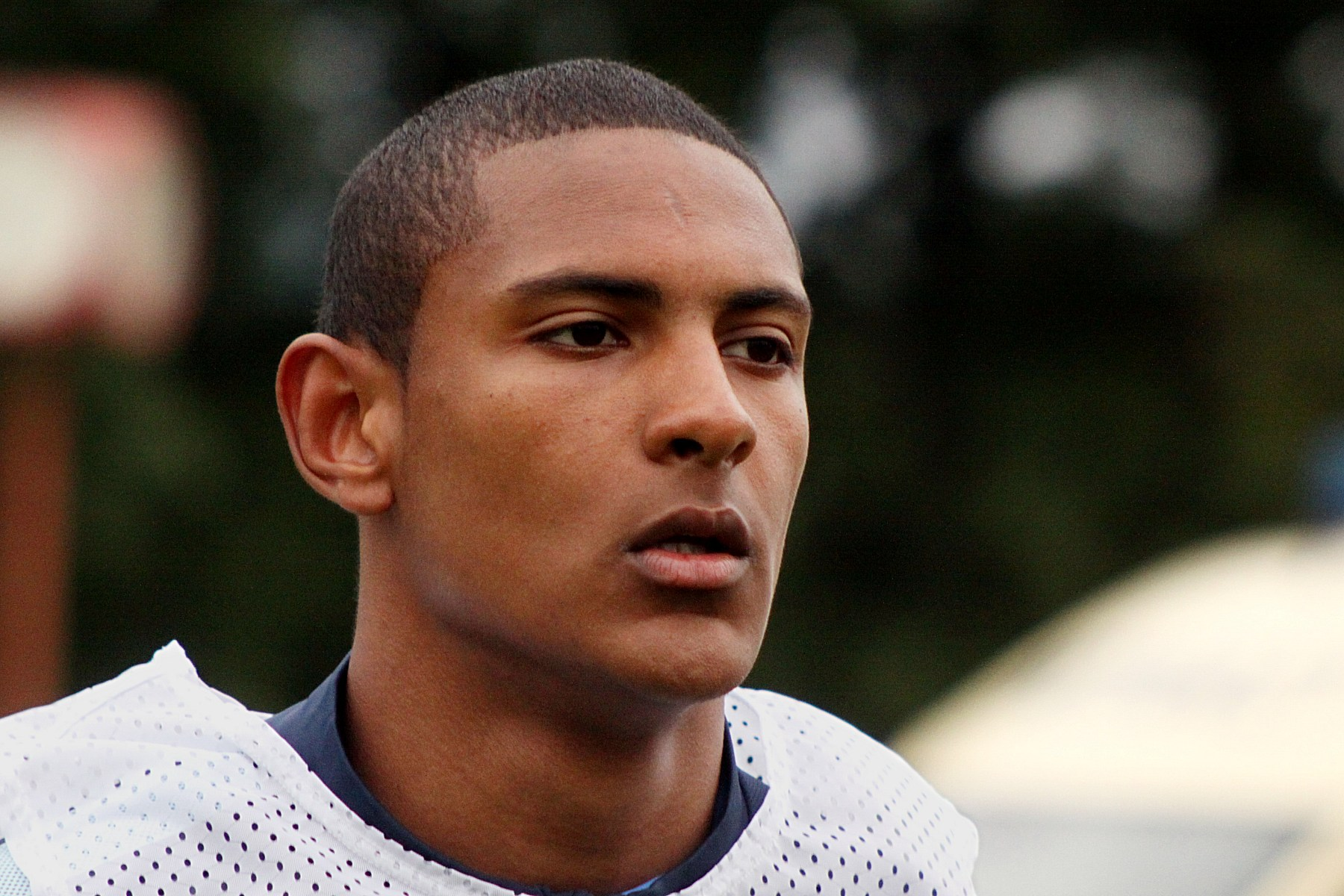
塞巴斯蒂安·阿莱是法兰克福在德国足协杯赛的最佳射手，进入决赛前已射入4球

在第一圈赛事中，法兰克福抽中了西部地区联赛（第四级）球队埃恩德特布吕克。尽管法兰克福的戴维·亚伯拉罕于第23分钟被红牌罚下，但它们在十二分钟后仍然凭借蒂莫西·钱德勒的入球取得领先。至第72分钟，米雅特·加西諾維奇再下一城，最后由完成最后一击，以3比0获胜晋级。第二圈比赛，由法兰克福客战第四级巴伐利亚地区联赛球队施韦因富特05。阿莱于第14分钟帮助法兰克福首开纪录，至第58分钟又由他再下一城。在五分钟后扩大领先优势，丹尼·布鲁姆则在第85分钟为法兰克福锁定4比0的比分。
法兰克福在八分之一决赛中客场遭遇德乙球队海登海姆。经过90分钟的互交白卷后，加西诺维奇帮助法兰克福于加时赛的第95分钟率先破门。然而，马克·施纳特雷尔在一分钟后就为主队扳平了比分。至第109分钟，阿莱的入球恢复了法兰克福的领先优势，而2比1的比分也足以令他们晋级。在四分之一决赛中，法兰克福回到主场迎战德甲对手美因茨05。安特·在开场17分钟后便帮助法兰克福取得领先，而对方亚历山大·哈克在第53分钟的乌龙球则扩大了比分差距。奥马尔·马斯卡雷尔乘胜于第62分钟再入一球，确保了法兰克福以3比0完胜。
在半决赛中，法兰克福抽中客战同级对手沙尔克04。经过上半场互无纪录后，法兰克福在第75分钟由后卫卢卡·约维奇打破僵局。尽管于第81分钟领到红牌，但法兰克福仍能将1比0的比分保持至终场，顺利晋级决赛。

## 决赛

### 概要
莱万多夫斯基于第8分钟几乎为拜仁取得领先，他的任意球射门击中门梁下沿。三分钟后，雷比奇成功截断哈梅斯·罗德里格斯的皮球，并在与完成二过一配合后，晃过乌尔赖希破门得分，使法兰克福以领先进入中场休息。下半场开赛八分钟后，莱万多夫斯基便帮助拜仁扳平了比分，他接基米希的倒三角传中射门，皮球经过马斯卡雷尔的轻微折射后入网。随着雷比奇完成梅开二度，法兰克福于第82分钟重夺领先优势，他在穿过胡梅尔斯和尼卡拉斯·蘇利之后接应长传形成单刀，并以垫射破门。至补时第6分钟，加西諾維奇锁定了法兰克福的胜局，他在乌尔赖希冲入前场参与进攻之际，快速反击射空门得手。

### 细节
| 拜仁慕尼黑       | 1–3  | 和睦法兰克福                  |
| ---------------- | ---- | ----------------------------- |
| 莱万多夫斯基 53' | 報告 | - 11', 82' - 加西诺维奇 90+6' |

| 拜仁慕尼黑 | 和睦法兰克福 |

| GK            | 26 | 斯文·乌尔赖希       |     |     |
| RB            | 32 | 约书亚·基米希       |     |     |
| CB            | 4  | 尼卡拉斯·蘇利       |     |     |
| CB            | 5  | 马茨·胡梅尔斯       |     |     |
| LB            | 27 | 大卫·阿拉巴         |     |     |
| CM            | 11 | 哈梅斯·罗德里格斯   |     |     |
| CM            | 8  | 哈维·马丁内斯       |     |     |
| CM            | 6  | 蒂亚戈              |     | 64' |
| RW            | 25 | 托马斯·穆勒（C）    |     | 70' |
| CF            | 9  | 罗伯特·莱万多夫斯基 | 37' |     |
| LW            | 7  | 弗兰克·里贝里       |     | 87' |
| 替补：        |    |                     |     |     |
| GK            | 1  | 曼努埃尔·诺伊尔     |     |     |
| DF            | 13 | 拉芬拿              |     |     |
| DF            | 14 | 胡安·贝尔纳特       |     |     |
| MF            | 19 | 塞巴斯蒂安·鲁迪     |     |     |
| MF            | 24 | 科朗坦·托利索       |     | 64' |
| MF            | 29 | 金斯利·科芒         | 86' | 70' |
| FW            | 2  | 桑德罗·瓦格纳       |     | 87' |
| 主教练：      |    |                     |     |     |
| 尤普·海因克斯 |    |                     |     |     |

| GK          | 1  | 芬兰               |       |     |
| RB          | 24 | 德国               |       |     |
| CB          | 19 | 戴维·亚伯拉罕（C） |       |     |
| CB          | 13 | 卡洛斯·萨尔塞多    | 7'    |     |
| LB          | 15 | 荷兰               | 45+2' |     |
| DM          | 20 | 长谷部诚           | 45+1' |     |
| RM          | 27 | 德国               |       | 60' |
| CM          | 39 | 奥马尔·马斯卡雷尔  |       |     |
| CM          | 6  | 荷兰               |       | 74' |
| LM          | 4  | 安特·              | 84'   | 89' |
| CF          | 17 | 加纳               |       |     |
| 替补：      |    |                    |       |     |
| GK          | 37 | 扬·齐默曼          |       |     |
| DF          | 23 | 馬爾科·魯斯        |       | 74' |
| DF          | 33 | 塔莱卜·塔瓦特哈    |       |     |
| MF          | 10 | 马尔科·法维安      |       |     |
| MF          | 11 | 米雅特·加西諾維奇  |       | 60' |
| FW          | 8  | 卢卡·约维奇        |       |     |
| FW          | 9  | 法國               |       | 89' |
| 主教练      |    |                    |       |     |
| 尼科·科瓦奇 |    |                    |       |     |

| 最佳球员： 安特·（和睦法兰克福） 助理裁判： 托尔斯滕·席夫纳（康斯坦茨） 马库斯·黑克尔（瓦伦） 第四官员： 帕特里克·伊特里希（汉堡） 视频助理裁判： 巴斯蒂安·丹克特（罗斯托克） 辅助视频助理裁判： 雷内·罗德（罗斯托克） | 比赛规则 - 90分鐘正規賽 - 如有需要將舉行30分鐘加時賽 - 如過仍平手，將開始互射十二碼 - 每邊7名替補球員 - 每邊可換3名替補球員上場，加时赛可换第4名 |

### 数据统计
| 数据     | 拜仁慕尼黑 | 和睦法兰克福 |
| -------- | ---------- | ------------ |
| 入球     | 1          | 3            |
| 射门次数 | 22         | 8            |
| 射正次数 | 5          | 5            |
| 扑救     | 2          | 4            |
| 控球比   | 77%        | 23%          |
| 角球     | 8          | 6            |
| 犯规     | 9          | 21           |
| 越位     | 3          | 1            |
| 黄牌     | 2          | 4            |
| 红牌     | 0          | 0            |